# Carposina gemmata
Carposina gemmata là một loài bướm đêm thuộc họ Carposinidae. Nó là loài đặc hữu của Oahu và Hawaii.
Larvae ăn các loại quả của loài Clermontia và Cyanea.